# Sialis iola
Sialis iola is een insect uit de familie Sialidae, die tot de orde grootvleugeligen (Megaloptera) behoort. De soort komt voor in het zuidoosten van Canada en het oosten van de Verenigde Staten.